# Semiothisa funebris
Semiothisa funebris là một loài bướm đêm trong họ Geometridae.